# Château normand-souabe de Nicastro
Le Château normand-souabe (en italien : Castello normanno-svevo) est une ancienne fortification médiévale située sur la colline de Nicastro dans la municipalité de Lamezia Terme, (province de Catanzaro en Calabre,.

## Historique

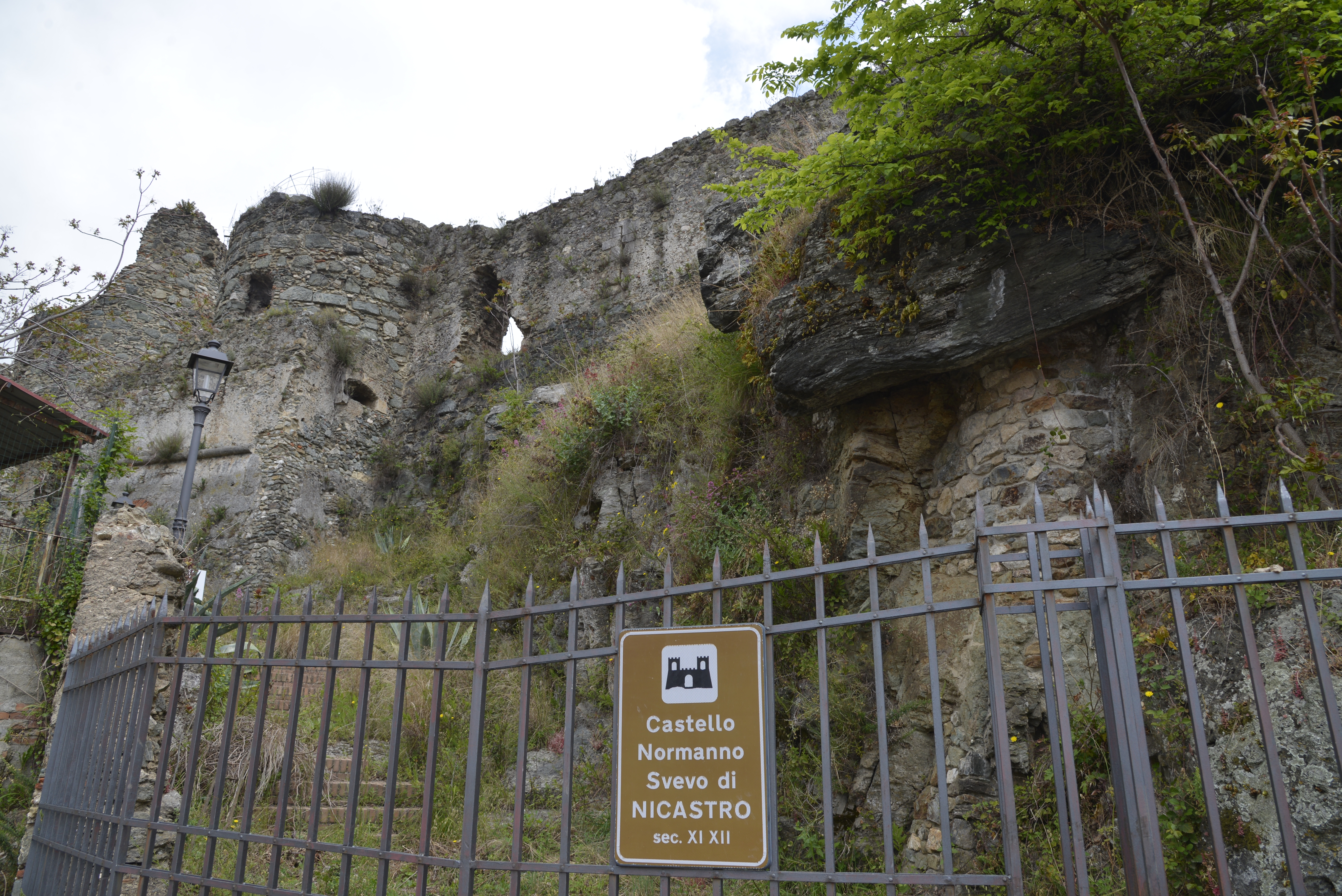

Selon certaines sources, le château a été construit vers le IXe siècle par les Byzantins, d'autres sources affirment que le château a été construit par les Normands au XIe siècle. Sa position, dominant la colline rocheuse, représentait une stratégie de défense efficace et permettait également de contrôler la plaine environnante jusqu'à la mer.
Nicastro fut prise par les Normands de Robert Guiscard en 1057. En 1058, ses habitants, peut-être poussés par la famine, se révoltèrent et massacrèrent les soixante soldats de la garnison normande.
Frédéric II, dans une période ultérieure, entreprit l'agrandissement de l'intérieur, équipant le château de casernes et de prisons. Frédéric II fit également construire un donjon pentagonal et un mur d'enceinte. Le tremblement de terre de 1638 a causé d'importants dégâts à la structure du château, qui peut encore être visité aujourd'hui, bien que dans des conditions instables. Du château, il ne reste que les restes de quatre tours cylindriques, les bastions, les murs et un contrefort avec loggia aveugle. L'écrivain et voyageur Henry Swinburne (1743-1803) écrivait en 1778 que, pour quiconque visitait le château, il apparaissait comme « une ruine romantique située dans une position dangereuse au bord d'un ruisseau rugissant qui se jette dans un endroit sombre d'une vallée boisée".
Le noyau initial a été construit sur la colline du centre-ville sur une ancienne forteresse construite entre les VIIIe et IXe siècles. Les Normands, dans la seconde moitié du XIe siècle, ont restauré la structure précédente précisément parce qu'elle dominait la plaine en contrebas et permettait donc une vue stratégique.
L'histoire du château de Nicastro est surtout liée à la fin tragique du fils rebelle de Frédéric II, Henri II de Souabe, enfermé dans le château de Nicastro pendant deux ans à partir de 1240 et confié à la garde du châtelain Martino d'Ippolito, de la Maison d'Ippolito, originaire de Mantoue. Une version raconte qu'Henri II a mis fin à ses jours par suicide à seulement 31 ans, le 12 avril 1242. Un jour, parcourant avec son escorte une route de montagne tortueuse, alors qu'il était transféré de Nicastro au château de Martirano, il échappant à la surveillance, il se jette de son cheval et s'écrase contre une falaise. Certains ont également affirmé que c'était Frédéric II lui-même qui l'avait fait tuer. Une version, plus récente et étayée par des documents valides, affirme qu'Henri II est mort de mort naturelle en raison d'une maladie contractée en prison. Le corps du roi fut ensuite transporté à la cathédrale de Cosenza par l'évêque de Martirano Leone Filippo De Matera (1218-1237), patricien de Cosenza et chancelier du royaume de Sicile.